# Sicambres
Els sicambres o sigambres (Sicambri o sigambri, Σύγαμβροι, Σούγαμβροι, o Σούκαμβροι) foren un poderós poble germànic que en temps de Cèsar vivia a l'est del Rin entre el Sieg i el Lippe. El seu nom derivaria del riu Sieg, que desaigua al Rin prop de Bonn.
Tenien com a veïns al sud als ubis (ubii). Els usipets i els tèncters, derrotats per Cèsar, es van refugiar amb els sicambres que els van acollir. Cèsar va demanar la seva entrega que li fou refusada i llavors el romà va construir un pont sobre el Rin i va envair el territori germànic; els tèncters, usipets i sicambres es van retirar als districtes boscosos més inaccessibles on Cèsar no els va poder seguir.
El 51 aC els sicambres apareixen altre cop al costat dels eburons en lluita contra Cèsar a l'esquerra del Rin i quasi derrotant els romans, els quals foren salvats per l'arribada de Cèsar just a temps per salvar a les legions. Els sicambres van haver de retirar-se llavors a l'altre costat del Rin.
El 16 aC els sicambres, usipets i tèncters van envair la Gàl·lia Belga i van derrotar M. Lol·li. Un nou atac al cap d'uns anys fou rebutjat per Drus el vell que va perseguir als germans cap al seu país. Després d'això els sicambres van formar una confederació amb altres pobles, i com que els cats (que havien rebut els país del ubis a la dreta del Rin, no es van voler unir a ells, els sicambres els van fer la guerra deixant el seu territori desprotegit i Drus va poder penetrar cap al seu territori (11 aC).
Després de la mort de Drus, Tiberi, el futur emperador, va seguir la feina; els sicambres van resistir desesperadament però finalment es van sotmetre i 40000 sicambres i sueus van ser traslladats a la Gàl·lia on es van poder establir a la vora del Mosa i del Rin.
Els sicambres que no van ser traslladats a la Gàl·lia es van retirar a la zona de Mons Reticoi van estar temps sense ser esmentats fins al temps de Ptolemeu quan aquest diu que eren veïns dels brúcters menors (bructeri minores).
Els reis francs al·legaven el seu origen en els sicambres.